# التنوير الآن (كتاب)
التنوير الآن: قضية العقل، والعلوم، والإنسانيَّة، والتقدُّم (بالإنجليزية: Enlightenment Now: The Case for Reason, Science, Humanism, and Progress) هو كتابٌ ألَّفه العالم الأمريكي الكندي ستيفن بينكر عام 2018م، استخدم فيه الأرقام والإحصائيات ليؤكِّد أنَّ الصحة والازدهار والأمان والسلام والسعادة في ازدياد في الغرب والعالم ككل، وترجع هذه النتائج الإيجابيَّة بشكل أساسي لقيم التنوير كالعلم والعقل والإنسانيَّة، ويعدُّ هذا الكتاب استكمالًا لكتاب بينكر الذي يبحث في أسباب تراجع العنف في عالمنا المعاصر The Better Angels of Our Nature: Why Violence Has Declined الذي نُشر عام 2011م

## ملخص الكتاب
الصورة النمطيَّة السائدة في الرأي العام أنَّ العالم يمرُّ بحالة رهيبة وبائسة الآن، بل يعتقد البعض أنَّ عام 2016م كان أسوأ عام على الإطلاق وهو لحظة موت الليبراليَّة، في حين يرفض بينكر ذلك ويناقضه بشكل كامل ويؤكِّد أنَّ الحياة أصبحت حالياً أفضل بكثير بالنسبة لأغلب الناس، يدعم بينكر حجَّته هذه من خلال 15 معياراً مختلفاً للرفاهيَّة البشريَّة، أكثر هذه المعايير وضوحاً أنَّ الناس اليوم يعيشون حياةً أطول وأكثر صحَّة من أي وقتٍ مضى، ومن الأمثلة الإحصائيَّة التي دعَّم بها بينكر حجَّته أنَّه برغم الضجة الإعلامية حول المخاطر الإرهابيَّة في الولايات المتحدة الأمريكيَّة فاحتمال موت الأمريكي بحادث سير أكبر بمقدار 3000 ضعف من موته بهجوم إرهابي ، ويعزو بينكر كما فعل في كتابه السابق هذا التحسُّن في نمط الحياة البشريَّة الحديثة إلى النزعة الليبراليَّة والعقلانيَّة العلميَّة التي ترسَّخت في أوروبا في القرنين السابع عشر والثامن عشر.
ويؤكِّد بينكر أنَّ التفاوت الاقتصادي ليس مؤشِّراً على رفاهية البشر في حدِّ ذاته ، ويشير إلى دراسة سابقة أوضحت أنَّ عدم المساواة لا ترتبط بالضرورة بالتعاسة والمعاناة البشريَّة، على الأقل في المجتمعات الفقيرة، ويشير أيضاً إلى أنَّ العالم ككل أصبح اليوم أكثر مساواةً، وحتى في أكثر المجتمعات غير المتساوية مايزال الفقراء يحصلون على الثروة ويتمتَّعون بابتكارات التكنولوجيا، يقول بينكر هنا إنَّ الاختراعات التي تزيد ثراء الفقراء بشكل خفيف وثراء الأغنياء بشكل كبير هي في النهاية إنجازات إيجابيَّة وليست سلبيَّة، فيما يرى معارضو هذا الرأي أنَّ مكافحة التفاوت الطبقي وتعزيز الحراك الاجتماعي هي أهداف شرعيَّة ترمي للحد من آثار الفقر.
في بعض المواضيع الهامَّة مثل الأسلحة النوويَّة يلقي بينكر اللوم على الجهات التي كانت ضدَّ التنوي، فالعلماء الذين طوَّروا القنبلة النوويَّة الأولى في مشروع مانهاتن فعلوا ذلك لهزيمة هتلر ومن المحتمل أنَّ الأسلحة النوويَّة لم تكن لتظهر لو لم يكن هناك نازيُّون، في المقابل يشير المعارضون إلى أنَّ العلم يفتقر إلى أي منطق أو اعتبار أخلاقي فالتقدُّم العلمي رغم فائدته فهو تهديد أيضاً وأهمُّ مخاطره أنَّه يزيد قوة الإنسان بشكل كبير ، على الرغم من قلقه من احتمال انقراض البشر بسبب الأسلحة النوويَّة أو الاحتباس الحراري ولكنَّه يصنَّف هذه المخاطر الوجودية بعديمة الأهميَّة ويؤكد أنَّ بث الخوف من كوارث افتراضيَّة بعيدة الاحتمال هو خطر بحد ذاته، ويخالف بينكر العلماء الذين يحذِّرون من الذكاء الصناعي مثل نيك بوستروم، والمثال الذي يحتج به هنا أنَّ السيارات ذاتيَّة القيادة هي دليلٌ واضح على أنَّ الذكاء الصناعي لن يشكِّل بحالٍ من الأحوال خطراً وجوديَّاً على البشريَّة
ويختم بينكر كتابه بثلاثة فصول تدافع عمَّا يعتبره قيم التنوير: العقل، والعلم، والإنسانيَّة، ويؤكِّد أنَّ هذه القيم تتعرَّض للتهديد من اتجاهات سياسية ودينيَّة وفلسفيَّة حديثة كالأصولية الدينيَّة وفلسفة ما بعد الحداثة، أوضح بينكر في مقابلة حول كتابه مع المجلة الأمريكيَّة للعلوم أنَّ كتابه ليس مجرَّد تعبير عن الأمل بل هو توثيق لحجم مكاسبنا من قيم التنوير وما سوف نخسره إذا تخليَّنا عن هذه القيم.

## تسويق الكتاب
في 29 يناير 2018 غرَّد بيل غيتس على تويتر واصفاً هذا الكتاب : "بكتابي المُفضَّل الجديد"، وأشار بيل غيتس إلى أنَّه يؤيَّدُ نظرة التفاؤل الموجودة في الكتاب، ولكنَّه حذَّر في نفس الوقت من رفض بينكر للفكرة القائلة بأنَّ الذكاء الصناعي قد يحمل مخاطر تهدِّد الجنس البشري وقد تؤدي إلى انقراضه في يوم من الأيام، أثار تأييد بيل غيتس وإشادته بالكتاب اهتماماً كبيراً من قبل القرَّاء الأمر الذي دفع شركة فايكنغ للتعجيل بنشره وتعديل موعد طرحه في الأسواق من 27 إلى 13 فبراير 2018.

## آراء حول الكتاب
أعطت مجلة الناشرون الأسبوعيَّة (بالإنجليزية: Publishers Weekly) تقييماً ممتازاً للكتاب، وخلصوا إلى أنَّه: في العصر الذي تتصاعد فيه الخطابات والأفكار الخاطئة والمحبطة فإنَّ رؤية بينكر الواضحة والدقيقة والتي تبحث عن سُبل التقدُّم البشري مشجعة ومهمة للغاية، كما أعطت صحيفة التايمز البريطانيَّة الكتابَ مراجعةً إيجابيةً، مشيرةً إلى أنَّ حجج وأدلة بينكر دقيقة ومهمة، مُعربةً عن أملها في أن يكون دفاع بينكر عن قيم التقدم ناجحاً وفعَّالاً 
بدورها وصفت صحيفة نيويورك تايمز الكتاب: بأنَّه كتابٌ ممتاز مكتوبٌ بأسلوبٍ واضحٍ ومناسب وظهر في الوقت المناسب، غنيٌّ بالإحصائيَّات والأرقام، ورائعٌ في مساندته للنزعة العقلانيَّة.، ووافقت مجلَّة الإيكونوميست البريطانيَّة بينكر في أنَّ العالم سيستمر بالتطور نحو الأفضل إلَّا في حال حدث شيءٌ كارثي غير متوقع كحرب نوويَّة أو ضربة نيزك.
يقرُّ الناقد كندريك فرازر أنَّ بينكر يناقش ببلاغة وفعاليَّة مستفيداً من البيانات الديموغرافيَّة والفهم الحديث للميول البشريَّة وصولاً للحقيقة.
من جهتها عارضت صحيفتا الغارديان والفاينانشال تايمز انتقادات بينكر للفكر اليساري وفلسفة ما بعد الحداثة والمناضلين من أجل العدالة الاجتماعيَّة.
ولم يوافق بعض النقاد على المقاربة الكميَّة التي استخدمها بينكر لتقييم مستوى التقدم البشري لأنَّه بذلك استبعد المخاوف الأخلاقيَّة المرتبطة بهذه الطريقة، كتب إيان غولدين في مجلة الطبيعة البريطانيَّة (بالإنجليزية: Nature) أنَّ بينكر ركَّز على إنجازات الماضي بدلاً من مخاطر المستقبل، واتفقت إحدى الصحف اللندنيَّة مع بينكر حول أهمية التنوير والعقلانيَّة لتحسين العالم وتطويره، ولكنَّها تشير أيضاً إلى أنَّ بعض مناطق العالم لم تتطور للأفضل بهذه الطريقة كأفغانستان التي اختفت فيها الليبراليَّة بعد صعود النزعة الإسلاميَّة.